# 埼玉県立狭山自然公園
埼玉県立狭山自然公園（さいたまけんりつ さやましぜんこうえん）は、埼玉県所沢市・入間市にある県立自然公園。

## 概要
狭山湖周辺の狭山丘陵地帯にあたり、ほとんどが所沢市南西部となっている。公園面積は1,807.8ha。
なお、狭山丘陵では1951年（昭和26年）3月に指定された県立狭山自然公園のほか、1967年（昭和42年）2月16日に首都圏近郊緑地保全法に基づく近郊緑地保全区域の指定も行われている。

## 沿革
- 1951年（昭和26年）3月9日 - 自然公園指定[1]。

## 区域
- を参照。

## 域内になる施設
- 西武ドーム
- 早稲田大学所沢キャンパス
- 西武園競輪場
- 狭山スキー場